# روابط روسیه-عربستان سعودی
روابط روسیه و عربستان سعودی (روسی: Российско-саудовские отношения، عربی: العلاقات السعودیة الروسیة) روابط دوجانبه بین فدراسیون روسیه و پادشاهی عربستان سعودی است. از این دو کشور به عنوان دو ابرقدرت نفتی یاد می‌شود و حدود یک چهارم تولید نفت خام جهان را در اختیار دارند.

## عربستان سعودی و اتحاد جماهیر شوروی

مسکو، ۱۹۳۲: کریم خاکیموف، دیپلمات شوروی، پادشاه آینده عربستان سعودی، فیصل بن عبدالعزیز آل سعود را همراهی می‌کند.

اولین کشوری که با پادشاهی حجاز و نجد (نام کشور سعودی تا سال ۱۹۳۲) روابط دیپلماتیک کامل برقرار کرد، اتحاد جماهیر شوروی بود. این روابط در سال 1926 به عنوان ابزاری برای مسکو برای ایستادگی در برابر بریتانیا آغاز شد. اولین سرکنسول کریم خاکیموف، مسلمان شوروی تاتار تبار بود که گاهی اوقات لارنس عربستان سعودی نامیده می‌شد، که در فوریه ۱۹۲۶ با ماشین از جده به محل اقامت ابن سعود در صحرا رفت تا یادداشتی رسمی مبنی بر شناسایی وضعیت او به عنوان پادشاه به او تحویل دهد. روابط زمانی بهبود یافت که در ژوئن ۱۹۲۶ کنگره پان اسلامی مکه برای حل اختلاف بر سر کنترل اماکن مقدس مکه و مدینه فراخوانده شد. اتحاد جماهیر شوروی با ۳۰ میلیون مسلمان شوروی خود، برخلاف ایدئولوژی الحادیش، از ابن سعود با فرستادن شش علمای اسلام شوروی برای شرکت در کنگره حمایت کرد. استفاده از نفوذ شوروی برای گسترش تبلیغات کمونیستی در میان زائران حج ناموفق بود، بنابراین تمرکز دیپلماتیک به ایجاد ارتباط تجاری بین بنادر دریای سیاه شوروی و حجاز معطوف شد. شاهزاده فیصل پسر ابن سعود (که در سال ۱۹۶۴ به سلطنت رسید) در سال ۱۹۳۲ در سفر اروپایی گسترده خود از اتحاد جماهیر شوروی دیدن کرد. ملک عبدالعزیز از پیشنهاد یک میلیون پوند بریتانیایی مسکو به عنوان کمک مالی به عنوان اهرم فشار با لندن استفاده کرد و هرگز پیشنهاد اتحاد جماهیر شوروی را نپذیرفت.

## عربستان سعودی و روسیه

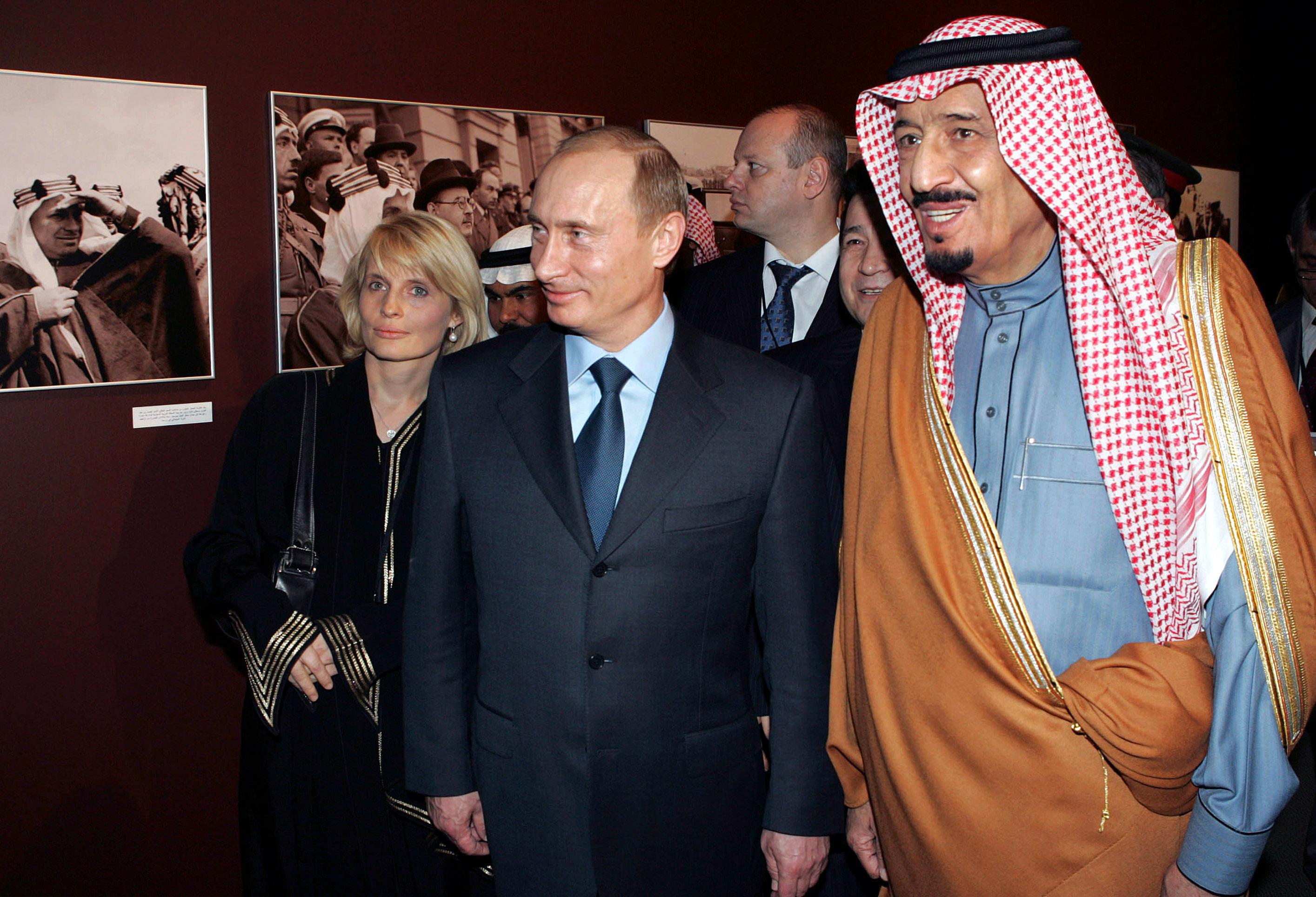
فرماندار سلمان بن عبدالعزیز با ولادیمیر پوتین در سال ۲۰۰۷

در ۲۵ سال پس از تأسیس در ۱۹۹۲، روابط روسیه و عربستان هرگز به فراتر از بازدیدهای نمادین توسعه نیافته‌است. اگرچه در جریان سفر ملک سلمان پادشاه عربستان سعودی به مسکو در سال ۲۰۱۷، او یک هیئت ۱۵۰۰ نفری را به همراه داشت. با این حال، توافق مسکو و ریاض در مقایسه با قراردادهای تسلیحاتی عربستان با آمریکا قابل قیاس نبود.
رئیس‌جمهور روسیه، ولادیمیر پوتین، در ۱۱ تا ۱۲ فوریه ۲۰۰۷، با ملک عبدالله در ریاض در طی یک بازدید هیئت عالیرتبه دیدار کرد. این اولین سفر رسمی یک رهبر روسیه به این پادشاهی بود. این دیدار فرصتی برای مسکو برای بهبود روابط خود با ریاض در زمینه‌های مختلف از جمله مسائل امنیتی منطقه ای، انرژی، تجارت، حمل و نقل، همکاری‌های علمی و مبادلات بود. سفر ملک عبدالله به روسیه در سال ۲۰۰۳ به عنوان ولیعهد، گشایشی در تماس‌های سطح بالا بین کشورهایی بود که از سال ۱۹۳۸ تا ۱۹۹۰ روابط دیپلماتیک نداشتند.